# Пакстон (Массачусетс)
Пакстон (англ. Paxton) — місто (англ. town) в США, в окрузі Вустер штату Массачусетс. Населення — 5004 особи (2020).

## Демографія
Згідно з переписом 2010 року, у місті мешкало 4806 осіб у 1546 домогосподарствах у складі 1239 родин. Було 1599 помешкань
Расовий склад населення:
| - 94,7 % — білих - 2,3 % — чорних або афроамериканців - 1,3 % — азіатів - 0,1 % — корінних американців |

До двох чи більше рас належало 1,3 %. Частка іспаномовних становила 3,1 % від усіх жителів.
За віковим діапазоном населення розподілялося таким чином: 22,3 % — особи молодші 18 років, 63,9 % — особи у віці 18—64 років, 13,8 % — особи у віці 65 років та старші. Медіана віку мешканця становила 39,2 року. На 100 осіб жіночої статі у місті припадало 100,1 чоловіків;  на 100 жінок у віці від 18 років та старших — 98,6 чоловіків також старших 18 років.
Середній дохід на одне домашнє господарство  становив 121 484 долари США (медіана — 95 595), а середній дохід на одну сім'ю — 140 307 доларів (медіана — 124 872). Медіана доходів становила 69 494 долари для чоловіків та 72 992 долари для жінок. За межею бідності перебувало 4,6 % осіб, у тому числі 8,2 % дітей у віці до 18 років та 6,1 % осіб у віці 65 років та старших.
Цивільне працевлаштоване населення становило 2585 осіб. Основні галузі зайнятості: освіта, охорона здоров'я та соціальна допомога — 29,3 %, науковці, спеціалісти, менеджери — 13,5 %, виробництво — 9,7 %, мистецтво, розваги та відпочинок — 9,7 %.